# 山本博志
山本 博志（やまもと ひろし、1996年8月13日 - ）は、将棋棋士。小倉久史門下。棋士番号は316。東京都江東区出身。東京都立白鷗高等学校卒業。

## 棋歴
小学1年の時、父親に教わって将棋を始める。
小学4年時に小倉久史門下となり、関東研修会を経て6年時の2008年3月に関東奨励会入会。
一時は2級への降級を経験するも、2015年9月、三段昇段。
2016年度前期の第59回奨励会三段リーグでは、この期で13勝5敗で四段昇段した藤井聡太から勝ち星を挙げた5人のうちの1人が山本だった。
2018年9月2日、第63回奨励会三段リーグで13勝5敗の成績として本田奎に次ぐ2位となり、四段昇段を決める。

### プロ入り後
2019年度、プロデビュー後は第29期銀河戦で活躍。予選を2連勝で突破し、本戦ブロックも7連勝の最多勝で突破。決勝トーナメントに進出した（1回戦で菅井竜也に敗退）。
2020年度、第70回NHK杯で予選を突破し、本戦に初出場。1回戦では近藤誠也に勝利した（2回戦で屋敷伸之に敗退）。

## 棋風
- 得意戦法はノーマル三間飛車。プロ入り時には「しばらくは三間飛車で頑張ってみて活躍したい」との抱負を述べている[4]。
  - 上述の三段リーグ藤井聡太戦では三間飛車の穴熊対策戦法トマホークを用いて勝利している[3]。『三間飛車新時代』でもトマホークの章を執筆している[7]。
  - 先手番ではしばしば、初手7八飛戦法[8]を採用している。

## 人物
- 愛称は「ヒロシ」。山本姓の棋士が複数人おり、他の「ひろし」名の棋士には異称があるため[注 1]、ファンからも「ヒロシ先生」と呼ばれる場合が多い。
- 四段昇段時の調査書記入時、間違えて生年を1998年と記してしまった。本人は「気が動転して。サバ読んでしまいました」としている[4]。
- 趣味はカラオケ。奨励会の行事で、徳永英明の「壊れかけのRadio」を歌唱した[4]。
- 中学生時代から、やなぎなぎのファンである[9]。また、やなぎなぎの公式Twitterをフォローしている。
- 旅行が大好き。「自然のある場所が好きで、伊豆大島も楽しかった」としている[4]。
- アトピーの症状がある。本人は「慣れてはいるので対局自体にはあまり支障出ません」[10]とTwitter等で述べている。2023年には諸症状への対応のため手術に踏み切ったことを明かしている[11]。
- 尊敬する棋士は藤井猛で、その積極的な棋風のみならず人物面でも目標にしている[3][4]。
  - 第68期王座戦二次予選で藤井との対戦が決まったことを受け、2020年3月3日に藤井への思いを綴ったnote記事「藤井先生」を投稿。大きな反響を呼び、第32回将棋ペンクラブ大賞の文芸部門で最終選考候補作に入ったほか[12]、観る将アワード2019（文春オンライン）でも多数の推薦を受けた[13]。なお、3月18日に行われた対局は84手で山本が勝利した。
- 将棋漫画『盤上のオリオン』（新川直司）の将棋監修[14]。
- 2024年4月15日のスポーツ報知の報道で、谷合廣紀四段と山本でコンビ「銀沙飛燕」を結成し「M-1グランプリ」に挑む意向であることが報じられた[15]。コンビ名の「銀沙飛燕」（ぎんさひえん）は東京・将棋会館の対局室の名前に由来し、名付け親は女流棋士の西山朋佳[15]。

## エピソード
- 奨励会三段としては異例の著書となる『三間飛車新時代』を師匠の小倉久史との共著で執筆している。奨励会員から「立ち読みしました。買わないけど」と冗談を言われたという[4]。
- 2019年10月1日にプロ入りした石川優太も、山本と同様に三間飛車を愛用しているが、四段昇段時のインタビューにて「山本博志さんの三間飛車を参考にしています」と語っている[16]。
- 2020年1月9日に行われた第78期順位戦C級2組瀬川晶司戦において山本の手番で離席した瀬川が席に戻った後、まだ山本の手番にもかかわらず駒を持ち二手指しの反則を犯しそうになったが、山本の制止により事なきを得たというエピソードが瀬川のtwitterで語られている（対局結果は瀬川勝ち）。局後に侘びた瀬川に対して山本は「こんなことで勝っても仕方がないので」と話したという[17][18]。
- 2020年11月24日の第29期銀河戦本戦黒田尭之戦で、先手の黒田の初手▲6八玉に対し、少考の末に挑発と判断して△8四歩と指し、慣れない居飛車を採用した[19]。対局は63手で山本が敗れた[20]。

## 著作
- 『三間飛車新時代』（2017年10月、マイナビ出版、ISBN 978-4-8399-6273-9）小倉久史との共著。
- 『三間飛車戦記』（2019年8月、マイナビ出版、ISBN 978-4-8399-7055-0）小倉久史との共著。
- 『現代振り飛車ってこういうこと 三間飛車・四間飛車編』（2024年9月、マイナビ出版、ISBN 978-4-8399-8635-3）青嶋未来との共著。
- 『現代振り飛車ってこういうこと 中飛車・角交換振り飛車編』（2024年11月、マイナビ出版、ISBN 978-4-8399-8805-0）青嶋未来との共著。

## 昇段履歴
昇段規定は、将棋の段級 を参照。
研修会（関東研修会）
| - 2006年11月00日 : D2クラス - 2007年02月00日 : D1クラス - 2007年03月00日 : C2クラス - 2007年07月00日 : C1クラス |

奨励会（関東奨励会）
- 2008年03月00日 : 6級 = 奨励会入会 [1][23]

| - 2008年05月00日 : 5級 - 2009年05月00日 : 4級 - 2009年10月00日 : 3級 - 2009年11月00日 : 2級 - 2010年10月00日 : 1級 - 2011年10月00日 : 2級（降級） - 2012年11月00日 : 1級（再昇級） - 2013年06月00日 : 初段 - 2013年10月00日 : 二段 |

- 2015年09月00日 : 三段（第58回奨励会三段リーグ戦〈2015年度後期〉からリーグ参加）[1][32]
- 2018年10月01日 : 四段（第63回奨励会三段リーグ戦成績2位） = プロ入り [1]

四段昇段後
- 2018年10月01日 : 四段 = プロ入り [1]
- 2023年04月17日 : 五段（勝数規定／公式戦100勝、通算100勝70敗）[33][注 2]

## 主な成績

### 在籍クラス
| 開始 年度 | (出典)順位戦出典 | (出典)順位戦出典 | (出典)順位戦出典 | (出典)順位戦出典 | (出典)順位戦出典 | (出典)順位戦出典 | (出典)順位戦出典 | (出典)順位戦出典 | (出典)竜王戦出典 | (出典)竜王戦出典 | (出典)竜王戦出典 | (出典)竜王戦出典 | (出典)竜王戦出典 | (出典)竜王戦出典 | (出典)竜王戦出典 | (出典)竜王戦出典 | (出典)竜王戦出典 | (出典)竜王戦出典 |
| 開始 年度 | 期               | 名人             | A級              | B級              | B級              | C級              | C級              | 0                | 期               | 竜王             | 1組              | 2組              | 3組              | 4組              | 5組              | 6組              | 決勝 T           |                  |
| 開始 年度 | 期               | 名人             | A級              | 1組              | 2組              | 1組              | 2組              | 0                | 期               | 竜王             | 1組              | 2組              | 3組              | 4組              | 5組              | 6組              | 決勝 T           |                  |
| --- | ---------------- | ---------------- | ---------------- | ---------------- | ---------------- | ---------------- | ---------------- | ---------------- | ---------------- | ---------------- | ---------------- | ---------------- | ---------------- | ---------------- | ---------------- | ---------------- | ---------------- | ---------------- |
| 2018 | 77               | 四段昇段前       | 四段昇段前       | 四段昇段前       | 四段昇段前       | 四段昇段前       | 四段昇段前       | 四段昇段前       | 32               |                  |                  |                  |                  |                  |                  | 6組              | --               | 1-1/昇3-1        |
| 2019 | 78               |                  |                  |                  |                  |                  | C250             | 5-5              | 33               |                  |                  |                  |                  |                  |                  | 6組              | --               | 0-1/昇0-1        |
| 2020 | 79               |                  |                  |                  |                  |                  | C229             | 7-3              | 34               |                  |                  |                  |                  |                  |                  | 6組              | --               | 1-1/昇0-1        |
| 2021 | 80               |                  |                  |                  |                  |                  | C211             | 7-3              | 35               |                  |                  |                  |                  |                  |                  | 6組              | --               | 0-1/昇5-1        |
| 2022 | 81               |                  |                  |                  |                  |                  | C214             | 7-3              | 36               |                  |                  |                  |                  |                  |                  | 6組              | --               | 1-1/昇0-1        |
| 2023 | 82               |                  |                  |                  |                  |                  | C209             | 5-5              | 37               |                  |                  |                  |                  |                  |                  | 6組              | --               | 0-1/昇8-0        |
| 2024 | 83               |                  |                  |                  |                  |                  | C222             | -                | 38               |                  |                  |                  |                  |                  | 5組              |                  | --               | -                |
| 順位戦、竜王戦の 枠表記 は挑戦者。右欄の数字は勝-敗(番勝負/PO含まず)。 順位戦の右数字はクラス内順位 ( x当期降級点 / *累積降級点 / +降級点消去 ) 順位戦の「F編」はフリークラス編入 /「F宣」は宣言によるフリークラス転出。 竜王戦の 太字 はランキング戦優勝、竜王戦の 組(添字) は棋士以外の枠での出場。 |                  |                  |                  |                  |                  |                  |                  |                  |                  |                  |                  |                  |                  |                  |                  |                  |                  |                  |

### 年度別成績
| 年度                                                                | 対局数 | 勝数 | 負数 | 勝率   | (出典) |
| ------------------------------------------------------------------- | ------ | ---- | ---- | ------ | ------ |
| 2016年度                                                            | 1      | 1    | 0    | 1.0000 | [ 38 ] |
| 2017年度                                                            | 3      | 1    | 2    | 0.3333 | [ 39 ] |
| 2018年度                                                            | 1      | 0    | 1    | 0.0000 | [ 40 ] |
| 通算                                                                | 5      | 2    | 3    | 0.4000 |        |
| 2018年10月1日 四段昇段 四段昇段前の成績（棋士通算成績の合算対象外） |        |      |      |        |        |

| 年度             | 対局数 | 勝数 | 負数 | 勝率   | (出典) | 通算成績 | 通算成績 | 通算成績 | 通算成績 | 通算成績 |
| ---------------- | ------ | ---- | ---- | ------ | ------ | -------- | -------- | -------- | -------- | -------- |
| 2018年度         | 8      | 3    | 5    | 0.3750 | [ 41 ] | 対局数   | 勝数     | 負数     | 勝率     | (出典)   |
| 2019年度         | 45     | 29   | 16   | 0.6444 | [ 42 ] | 53       | 32       | 21       |          |          |
| 2020年度         | 37     | 18   | 19   | 0.4864 | [ 43 ] | 90       | 50       | 30       |          |          |
| 2018-2020 (小計) | 90     | 50   | 40   |        |        | 通算成績 | 通算成績 | 通算成績 | 通算成績 | 通算成績 |
| 年度             | 対局数 | 勝数 | 負数 | 勝率   | (出典) | 対局数   | 勝数     | 負数     | 勝率     | (出典)   |
| 2021年度         | 36     | 22   | 14   | 0.6111 | [ 44 ] | 126      | 72       | 54       | 0.5714   | [ 45 ]   |
| 2022年度         | 43     | 27   | 16   | 0.6279 | [ 46 ] | 169      | 99       | 70       | 0.5857   | [ 47 ]   |
| 2023年度         | 31     | 13   | 18   | 0.4193 | [ 48 ] | 200      | 112      | 88       | 0.5600   | [ 49 ]   |
| 2021-2023 (小計) | 110    | 62   | 48   |        |        |          |          |          |          |          |
| 通算             | 200    | 112  | 88   | 0.5600 | [ 49 ] |          |          |          |          |          |
| 2023年度まで     |        |      |      |        |        |          |          |          |          |          |

- 公式戦通算100勝：2023年04月17日（通算100勝70敗、第54期新人王戦・対山根ことみ女流二段 戦）[33][注 2]